# Distrito de Dietikon
Dietikon é um distrito da Suíça, localizado no cantão de Zurique. Tem 152,73 km² de área e sua população em 2019 foi estimada em 91.313 habitantes. Sua sede é a comuna de Dietikon.

## Comunas
Dietikon está composto por um total de 11 comunas:
| Comuna               | População (31 de dezembro de 2019) | Área, km² |
| -------------------- | ---------------------------------- | --------- |
| Aesch                | 1.669                              | 5.24      |
| Birmensdorf          | 6.724                              | 11.38     |
| Dietikon             | 27.746                             | 9.33      |
| Geroldswil           | 4.934                              | 1.91      |
| Oberengstringen      | 6.738                              | 2.13      |
| Oetwil an der Limmat | 2.515                              | 2.76      |
| Schlieren            | 18.791                             | 6.38      |
| Uitikon              | 4.668                              | 2.38      |
| Unterengstringen     | 3.934                              | 3.32      |
| Urdorf               | 9.981                              | 7.62      |
| Weiningen            | 4.813                              | 5.41      |
| Total                | 92.513                             | 60.06     |